# The People's Key
Albums de Bright Eyes
Cassadaga
(2007)
The People's Key est le huitième et dernier album studio de Bright Eyes. L'album a été enregistré à Omaha, à ARC Studios, produit par Mike Mogis et conçu par Mogis et Andy LeMaster. L'album est sorti le 15 février 2011, à l'occasion de l'anniversaire de Conor Oberst, chez Saddle Creek Records. Il a précédemment été intégralement diffusé en ligne dans le cadre de la série First Listen de NPR. 
Les artistes invités sont Andy LeMaster de Now It's Overhead, Matt Maginn de Cursive, Carla Azar de Autolux, Clark Baechle de The Faint, Shane Aspegren de The Berg Sans Nipple, Laura Burhenn de The Mynabirds et Denny Brewer de Ice Cream Refried. Les paroles font à plusieurs reprises références au mouvement Rastafari. 

## Réception
The People's Key a reçu une réception critique plutôt mitigée. Chez Metacritic, qui fait la moyenne de critiques presse, l’album obtient une note moyenne de 70, basée sur 35 critiques.   
L'album a fait ses débuts en 13e position au Billboard 200 et a atteint la 7e place pour les albums alternatifs. The People's Key a également atteint la 46e place des charts britanniques. 

## Titres
Toutes les chansons sont écrites et composées par Conor Oberst, sauf exception.
| No  | Titre                                       | Durée |
| --- | ------------------------------------------- | ----- |
| 1.  | Firewall                                    | 7:16  |
| 2.  | Shell Games                                 | 3:55  |
| 3.  | Jejune Stars                                | 4:10  |
| 4.  | Approximate Sunlight (Oberst, Nate Walcott) | 4:24  |
| 5.  | Haile Selassie                              | 4:33  |
| 6.  | A Machine Spiritual (In the People's Key)   | 4:19  |
| 7.  | Triple Spiral                               | 3:51  |
| 8.  | Beginner's Mind                             | 3:55  |
| 9.  | Ladder Song                                 | 3:58  |
| 10. | One for You, One for Me                     | 6:37  |

Une édition limitée contient des extraits de divers artistes de Saddle Creek au format mp3.

## Personnel
- Conor Oberst – voix, guitares, pianos et claviers
- Mike Mogis – guitares, pedal steel, effets, programmation et percussions
- Nate Walcott – synthétiseurs, pianos, orgues et mellotron
- Andy LeMaster – voix sur les pistes 1, 2, 3, 4, 6, 8, guitare sur les pistes 4, 10, basse sur la piste 10
- Matt Maginn – guitare basse sur les pistes 1, 2, 3, 4, 5, 6, 7, 8
- Carla Azar – batterie, percussions sur les pistes 2, 6, 8
- Clark Baechle – batterie sur les pistes 1, 3, 4, 5, 7
- Shane Agsperen – batterie sur la piste 10, batterie supplémentaire sur la piste 3, percussions supplémentaires sur la piste 2
- Laura Burhenn – voix sur les pistes 4, 7, 8
- Denny Brewer – Chant chamanique

## Certifications
| Charts                | position |
| --------------------- | -------- |
| ARIA Charts           | 55       |
| UK Albums Chart       | 46       |
| Billboard 200         | 13       |
| Canadian Albums Chart | 38       |